# Böjti réce

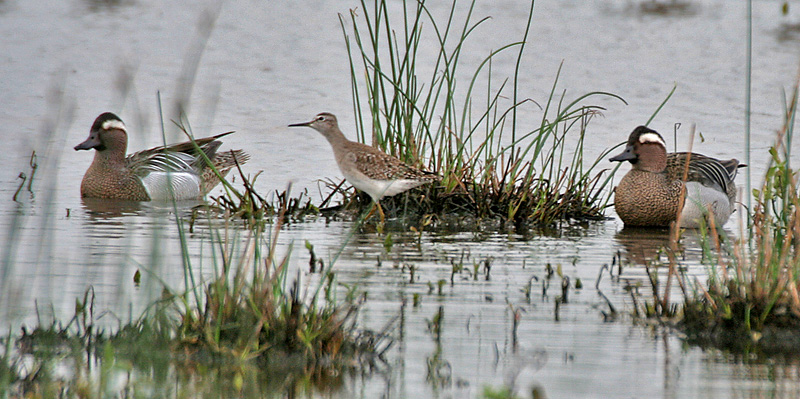
Két hím böjti réce. A kép közepén egy réti cankó látható

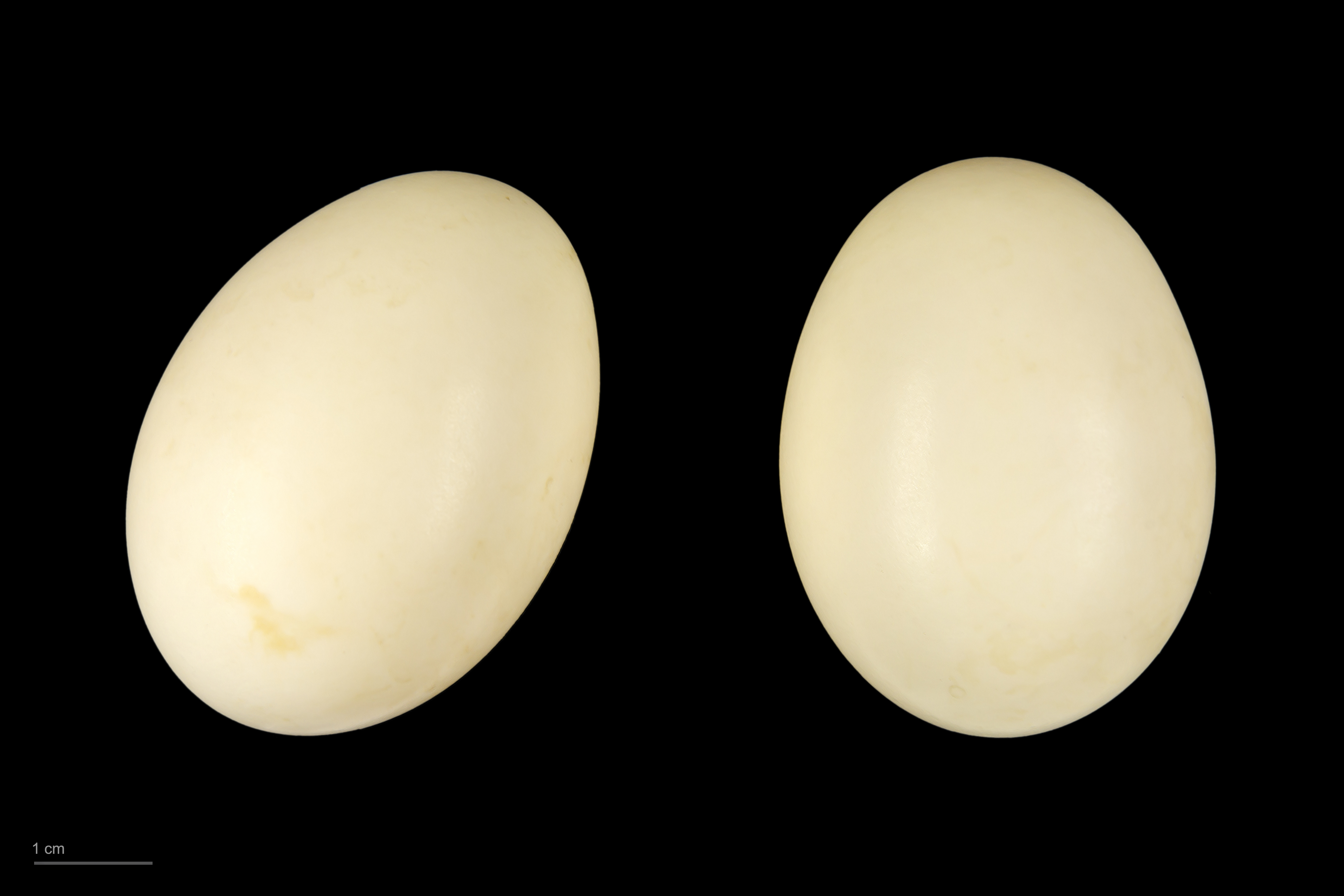
Spatula querquedula

A böjti réce (Anas querquedula) a madarak osztályának lúdalakúak (Anseriformes) rendjébe és a récefélék (Anatidae) családjába tartozó faj. 2025-ben az év madarának választották.

## Előfordulása
Európában, Ázsiában fészkel, télen Afrikába vonul. A Kárpát-medencében rendszeres fészkelő. Szikes tavak mellett található meg.

## Megjelenése
Testhossza 37–41 centiméter, szárnyfesztávolsága 60–65 centiméter, testtömege 250–450 gramm, a tojó valamivel kisebb és könnyebb a hímnél. A nászruhás gácsérnak fehér szemöldöksávja van.

## Életmódja
Vízirovarokat, vízinövényeket és magokat eszik.

## Szaporodása
A költési idő április végétől kezdődik. Talajra építi fészkét, melyet növényi anyagokkal és tollal béleli ki. Fészekalja 8–11 tojásból áll, melyen 21–23 napig költ. A fiókák fészekhagyók és 6 hetes korukra lesznek önállóak.

## Védettsége
Magyarországon fokozottan védett. Természetvédelmi értéke 100 000 Ft.